# بوشا العالمية
تسمى بوشات العالمية ببوشات والتي اسست في عام 1934 في مارسيليا في فرنسا، وهي الآن الرائده في تصمم وتصنيع المعدات التحت مائيه

## تجارة
بوشات لها حاليا ثلاث اصناف جوهرية
- الغوص الترفيهي، التجاري ة العسكري
- الصيد بالبنادق البحرية والغوص الحر
- الغوص السطحي

## التاريخ مذ التأسيس وحتى اليوم
تم تأسيس الشركة في عام 1934 م على يد «جورج بوشات» ويرجع من أصل عائله تصنع الساعات السويسريه.
وكان جورج بوشات من الرواد في العالم التحت مائي ومن مؤسسين الاتحاد الفرنسي للغوص في عام 1948
و قد مرت الشركة خلال الـ 75 عاما من تاريخها بأسماء مختلفه مثل:”بيش سبورت«و» بوشات«وبوشات انتيرناشيونال» د
وقام «جورج بوشات» ببيع الشركة في عام 1982 لعائلة ألفاريز دي توليدو والآن تمتلكها عائلة مارجانت منئ عام 2002
تعتبر شركة بوشات شركه عالميه. قام «جورش بوشات» بافتتاح فروع خارج فرنسا وبدأ ببيع المنتجات عالميا. وأوجد في السبعينات شعار سمكة الشراع والتي يمكن حتى الآن مشاهدته على المنتجات
منذ 75 عاما كان لبوشات نفوذا على الأنشطة التحت مائيه من خلال تصميم وبيع المتجات الجديدة

## خط التصميم الزمني لبوشات
- 1947: Tarzan Speargun
- 1948: Surface Buoy
- 1950: Tarzan camera housing
- 1950: Tarzan Calf cover
- 1953: 1st Isothermic wetsuit
- 1958: Compensator (single-window mask)
- 1960: Espadon nervure fins
- 1963: Tarzan wetuit
- 1964: زعنفة سباحة (1st vented fins. 100,000 units sold in the first few years)
- 1964: Souplair regulator release
- 1975: Marlin speargun
- 1978: Atmos regulator
- 1985: Lyfty ruff buoy
- 1986: Aladin computer distribution
- 1990: Cavalero purchasing
- 1993: Oceane buoy
- 1998: CX1, 1st French diving computer (Comex Algorythm, French Labor Ministry certified)
- 2001: Mundial Spearfishing fins
- 2007: Focea Comfort II wetuist
- 2007: Power Jet fins
- 2008: BCD Masterlift Voyager
- 2009: VR 200 Evolution regulator
- 2009: 75th brand anniversary. Anniversary wetsuit limited edition release.

## معدات بوشات للصيد بالمسدسات البحرية
منذ التأسيسس حصلت بوشات على الريادة عالميا في مجال تصنيع معدات الصيد بالبنادق البحرية وحصلت على شهرات محليه ودوليه مع المنافسين مثل بيدرو كاربونيل، سيلفان بيوتش، بيير روي، غيسلين غويممو وفلاديمير دوكوتشاجيف

## معلومات متنوعه
حصل جورج بوشات على جائزة الاستكشاف في عام 1961
"Souplair”في شعار سكوبا بروا يرجع من منظم بوشات S ان حرف الـ

## وصلات خارجية
- موقع بوشا

{{كومنز|Beuchat International